# Phaedrotoma tacita
Phaedrotoma tacita är en stekelart som först beskrevs av Alexander Henry Haliday 1837.  Phaedrotoma tacita ingår i släktet Phaedrotoma och familjen bracksteklar. Inga underarter finns listade i Catalogue of Life.